# 床山
床山（とこやま）は、力士の髷や、役者・人形の鬘などを結い上げる職に就く者。

## 舞台・芸能における床山
元禄時代（1688年 - 1707年）を中心に、京都や大阪などで発展した上方歌舞伎を完成に導いた坂田藤十郎の髪を舞台用に結い上げていたのが床山の始まりといわれている。
時代を経て全国に広がり、歌舞伎、舞台、映画、テレビ、日本舞踊（おさらい）などに使われるかつらの専門職となった。結髪師（けっぱつし）、あるいは略して結髪とも呼び 、現在もその流れを継いでいる。
職人の一種であり、理容師や美容師の免許は必要ないが、熟練した技術を習得するには長い年月が必要となる。

## 大相撲における床山
日本相撲協会が採用し、力士、行司、呼出と同様に各相撲部屋へ所属して、相撲部屋で寝起きしながら大相撲力士の結髪を行う。
髪結いには、関取が正式な場面で結う大銀杏、幕下以下の力士や関取でも普段の生活時に行う丁髷がある。大銀杏は　びん付け油、すき櫛、前掻け、揃い櫛、荒櫛、握りはさみ、髷棒、先縛り、束ねた髪を元の部分で結う細く丈夫な元結を使い力士の顔形に合わせ仕上げていく。元結を引っ張る際に歯で噛むため、歯や顎が強い人の方が良い。横綱の髷を結う程になると、その髪結いの手応えで調子の良し悪しまで分かるといわれている。また長く同じ力士の髷を結っていると、自然と結い方（力士本人の好みや髪質など）を覚えていき、信頼関係も生まれる。このためベテランの関取はずっと同じ床山に髷を結ってもらうことが多い。力士との間の人間関係も重要視され、例として曙が1993年の横綱昇進を期に大銀杏（おおいちょう）を結うのを、所属する東関部屋の床山ではなく高砂一門のベテランに頼もうとした際には、そのベテラン床山に「これまでの床山を大事にしろ」と諭され、素直に従ったという。
床山は大銀杏が結えるようになって一人前とされるが、そこまでに5年以上かかるとされ、慣れたベテラン床山でも大銀杏を結うには15分から20分を要する。特に巡業に出る床山は、本場所よりも短時間で大人数の髪を結わなければならないため、ある程度仕事ができる床山でないと務まらない。
第二次世界大戦などの影響で戦後の床山は減少し、1960年頃には定員35名のところ20名弱しか床山がいなかった。当時は元力士や力士志望からの転向者も多かった。
床山名として、先頭の文字が「床」となる名前を名乗る。その由来は明らかでないが、「床山の○○さん」が縮まって「床○」となったと言われている。
現在の番付には、特等床山と一等床山が最下段の呼出の左側の欄に書かれている。ただし、番付に床山が載るようになったのは大相撲の歴史から見てもかなり最近の2008年（平成20年）1月場所からで、その当初は特等床山のみが書かれていた。2012年（平成24年）1月場所から現在のように一等床山まで書かれるようになった。2020年代になると下位の床山の退職も報道で可視化されるようになった。
英語では、日本語からの音写によりtokoyamaと呼ばれるか、あるいは意訳によりhairdresserと訳される。

### 床山会
床山全員で構成される「床山会」があり、業務向上や日本相撲協会との連絡などを担う。協会からは床山会に対して毎年助成金が支給されている。

### 床山室
本場所では「床山室」があり、場所入りするとここに荷物を置き、仕事着に着替えて支度部屋に向かう。床山室が設けられたのは2004年（平成16年）9月場所からで、それまでは床山は直接支度部屋に向かっていた。

### 装束
床山の正装は作務衣で、夏物は白、冬物は茶色の物が協会から支給される。もっとも実際には作務衣を着用するのは巡業・花相撲の髪結い実演などの場に限られ、本場所ではTシャツにエプロン姿が多い。

### 床山の階級
最上位は特等、最下位は五等の6段階となっている。各階級における定員はない。二等以上が資格者とされる。特等は1994年7月の改正で新設。
床山として入門したばかりの者は、入門時点では階級としては五等床山として扱われる。
床山の番付編成（階級の昇格等）は原則年1回で、9月場所後に開催される番付編成会議の理事会において決定し、翌年1月より適用される。床山も行司や呼出と同様に、基本的にはほぼ年功序列で昇格していくが、時には序列の逆転等が起こる場合もある。その具体例は#床山の番付編成に関する事項を参照。
| 階 級    | 資 格 |
| -------- | --- |
| 特等床山 | 勤続45年以上、年齢60歳以上の者で特に成績優秀な者。 2008年1月場所から番付に名前を掲載するようになった。                                 |
| 一等床山 | 勤続30年以上の者で成績優秀な者、または勤続20年以上30年未満の者で特に成績優秀な者。 2012年1月場所から番付に名前を掲載するようになった。 |
| 二等床山 | 勤続20年以上の者で成績優秀な者、または勤続10年以上20年未満の者で特に成績優秀な者。                                                     |
| 三等床山 | 勤続10年以上の者で成績優秀な者、または勤続5年以上10年未満の者で特に成績優秀な者。                                                      |
| 四等床山 | 勤続5年以上の者で成績優秀な者。 |
| 五等床山 | 勤続5年未満の者。 |

見習い、若手の床山は髷を結うのみではなく、相撲部屋に住み込んで力士らと共にちゃんこ番や掃除等、部屋の様々な雑務をこなす。その間に兄弟子から髪結いの指導を受ける。年に1～2回、一門ごとに研修会を開き技術の向上に励む。所属部屋の力士だけでなく、床山のいない部屋や、力士数の多い部屋を掛け持ちすることもある。

### 床山の給与
床山の給与は月給制となっており、基本給とは別に各種手当が定められている。
| 階 級             | 基本給                     |
| ----------------- | -------------------------- |
| 特等床山          | 360,000円以上400,000円未満 |
| 一等床山          | 200,000円以上360,000円未満 |
| 二等床山          | 100,000円以上200,000円未満 |
| 三等床山          | 40,000円以上100,000円未満  |
| 四等床山          | 29,000円以上42,000円未満   |
| 五等床山          | 20,000円以上29,000円未満   |
| 見習期間（3年間） | 14,000円以上20,000円未満   |

### 定員
定員は50名となっているが、力士が12名以上所属している相撲部屋で床山がいない場合には、定員を超えて床山を採用することができる。

### 採用
採用資格は義務教育を修了した満19歳までの男子である。経験は不問で、理容師や美容師の免許資格は必要ない。明確な規定はないが力士経験者が床山に転向することも可能である（実例は#元力士の床山を参照）。

### 停年
停年（定年）は満65歳である。行司や呼出と同様、本場所途中で停年日を迎えても、その場所の千秋楽まで職務継続することができる。

### 現役の床山
2025年7月27日現在　総人数：46人（定員に対する欠員：4人）
所属部屋の→は部屋の移籍、/は部屋の名称変更
| 階 級    | 名 前              | 所属部屋                            |
| -------- | ------------------ | ----------------------------------- |
| 特等床山 | 床中（とこなか）   | 押尾川→錦戸                         |
| 特等床山 | 床辰（とこたつ）   | 立浪                                |
| 一等床山 | 床好（とこよし）   | 時津風                              |
| 一等床山 | 床貴（とこたか）   | 二子山→藤島→二子山/貴乃花→阿武松    |
| 一等床山 | 床岳（とこたけ）   | 九重                                |
| 一等床山 | 床仁（とこじん）   | 宮城野→高島→春日山→追手風→中川→荒汐 |
| 一等床山 | 床幸（とこゆき）   | 大島→友綱/大島                      |
| 一等床山 | 床門（とこかど）   | 放駒→芝田山                         |
| 一等床山 | 床大（とこだい）   | 陸奥→音羽山                         |
| 一等床山 | 床誠（とこせい）   | 伊勢ヶ濱→桐山→朝日山→浅香山         |
| 一等床山 | 床豪（とこごう）   | 尾車→押尾川                         |
| 一等床山 | 床哲（とこてつ）   | 高田川                              |
| 一等床山 | 床島（とこしま）   | 二子山→松ヶ根/二所ノ関/放駒         |
| 一等床山 | 床勝（とこかつ）   | 二子山/貴乃花→千賀ノ浦/常盤山       |
| 一等床山 | 床鳴（とこなる）   | 鳴戸/田子ノ浦                       |
| 一等床山 | 床健（とこけん）   | 武蔵川/藤島→武蔵川                  |
| 一等床山 | 床九（とこきゅう） | 九重                                |
| 一等床山 | 床塚（とこつか）   | 玉ノ井                              |
| 一等床山 | 床将（とこまさ）   | 伊勢ノ海                            |
| 一等床山 | 床桑（とこくわ）   | 入間川/雷                           |
| 一等床山 | 床武（とこたけし） | 武蔵川/藤島                         |
| 二等床山 | 床秀（とこひで）   | 式秀                                |
| 二等床山 | 床作（とこさく）   | 桐山→追手風                         |
| 二等床山 | 床真（とこしん）   | 片男波                              |
| 二等床山 | 床隆（とこりゅう） | 境川                                |
| 二等床山 | 床旭美（とこあみ） | 安治川/伊勢ヶ濱                     |
| 三等床山 | 床春（とこはる）   | 春日山→追手風→中川→伊勢ノ海         |
| 三等床山 | 床熊（とこくま）   | 木瀬→北の湖→木瀬                    |
| 三等床山 | 床直（とこなお）   | 大嶽                                |
| 三等床山 | 床路（とこみち）   | 八角                                |
| 三等床山 | 床千（とこせん）   | 千賀ノ浦/常盤山                     |
| 三等床山 | 床風（とこかぜ）   | 追手風                              |
| 三等床山 | 床力（とこりき）   | 出羽海                              |
| 三等床山 | 床輝（とこてる）   | 境川                                |
| 三等床山 | 床雄（とこゆう）   | 阿武松                              |
| 三等床山 | 床東（とこあずま） | 佐渡ヶ嶽                            |
| 三等床山 | 床光（とこみつ）   | 荒汐                                |
| 四等床山 | 床匠（とこたくみ） | 春日野                              |
| 四等床山 | 床響（とこひびき） | 佐渡ヶ嶽                            |
| 四等床山 | 床竣（とこしゅん） | 宮城野→伊勢ヶ濱                     |
| 五等床山 | 床慶（とこけい）   | 立浪                                |
| 五等床山 | 床尚（とこしょう） | 八角                                |
| 五等床山 | 床二（とこに）     | 二所ノ関                            |
| 五等床山 | 床欧（とこおう）   | 鳴戸                                |
| 五等床山 | 床元（とこつかさ） | 宮城野→伊勢ヶ濱                     |
| 五等床山 | 床桜（とこさくら） | 湊                                  |

### 引退した主な床山
明治～昭和40年代まで
- 床勝[注釈 4]
- 床竜
- 床又
- 床末

特等床山
- 床治
- 床勇[注釈 5]
- 床藤[注釈 6]
- 床勝[注釈 7]
- 床光
- 床寿[注釈 8]（2019年4月30日死去、75歳没）
- 床邦[注釈 8]（2015年10月7日死去、72歳没）
- 床三
- 床一（2014年7月26日死去、66歳没）
- 床明[注釈 9]（2013年5月22日死去、67歳没）
- 床安
- 床佐渡
- 床蜂
- 床松
- 床和（2019年9月死去、68歳没）
- 床淀
- 床朝（2025年5月29日死去、62歳没[13]）
- 床鶴

一等床山
- 床清[注釈 10]
- 床熙（1989年3月3日死去、57歳没）
- 床谷（2022年9月8日死去、83歳没）
- 床瀬[注釈 11]
- 床平
- 床弓

二等床山
- 床盛

三等床山
- 床浩
- 床花
- 床池
- 床泉（2016年6月3日死去、35歳没）
- 床文
- 床鶏
- 床明[注釈 12]

四等床山
- 床北
- 床橋
- 床濱

五等床山
- 床友[注釈 13]、床安希、床若、床翔
- 床藤[注釈 14]、床海、床翔、床紳
- 床友[注釈 15]、床勇[注釈 16]、床瀬[注釈 17]、床雅
- 床栃、床朱、床瑛

### 床山の番付編成に関する事項
この節では、床山の番付編成における年功序列との差（追い抜き昇格、追い抜かれ、留め置き等）や、中途退職あるいは死亡した床山が務め続けていればどうなっていたか等に関する事例を示す。以下には番付に掲載された範囲内（2008年1月場所以降の特等床山、2012年1月場所以降の一等床山）における事例を示す。床山の動向は報道などでも可視化されづらいため、時折力士では到底有り得ないような理不尽な番付編成が見られることもある。
- 床和
  - 2016年1月場所、番付序列上位の床淀を抜いて特等床山に昇進し、同年7月場所の停年退職まで特等床山を務めた。
- 床淀
  - 前述の通り、2016年1月場所、番付序列下位の床和に抜かれ、床淀自身が特等床山に昇進したのは床和の停年退職後の2019年1月場所であった。
- 床貴
  - 2016年3月場所で行司を務めていた息子・木村泰貴が不祥事で退職したことへの引責から一等床山から一旦五等床山まで降格し、2017年1月場所で一等床山に復帰している。
- 床弓
  - 2024年3月場所限りで中途退職したが、床山を続けていれば、特等床山昇進の可能性もあり、2026年9月場所で停年を迎える予定であった。
- 床朝
  - 年功序列通りに昇格し、最終的に特等床山になった後、2025年5月場所後に現役のまま死亡したが、存命ならば、2027年11月場所で停年を迎える予定であった。

### 元力士の床山
元力士の行司が近現代に例がなく、元力士の呼出も近現代で確認できる限り数例ある程度なのに対し、一度力士を経験した者が床山に転身した例は近現代で下表の13例が確認でき、現役でも床貴・床誠・床勝の3名がいる。
場所の表記は、年月をピリオドで区切って示している。
| 床山名 | 四股名 | 力士初土俵 | 力士最高位      | 力士引退 | 床山採用 | 床山最高位 | 床山退職 | 備考                                                                                               |
| ------ | ------ | ---------- | --------------- | -------- | -------- | ---------- | -------- | -------------------------------------------------------------------------------------------------- |
| 床輝   | ?      | ?          | 本中            | ?        | ?        | ?          | ?        | 床清の先輩床山。明治～昭和初期の頃の床山と思われる。                                               |
| 床佐渡 | 安田   | 1968.1     | 西序二段64枚目  | 1969.9   | 1969.9   | 特等床山   | 2015.11  | 床山としては停年退職。                                                                             |
| 床貴   | 吉本   | 1980.5     | 西序二段113枚目 | 1981.1   | 1981.3   | 一等床山   | 現役     | |
| 床守   | 武蔵嶺 | 1982.3     | 西序ノ口5枚目   | 1984.3   | 1985.3   | ?          | 1988.9   | [ 14 ]                                                                                             |
| 床恒   | 隼瀬   | 1983.3     | 東序二段116枚目 | 1985.5   | 1985.7   | ?          | 1985.11  | 力士としての当初の四股名は恒松、1985.1隼瀬に改名。                                                 |
| 床司   | 武蔵藤 | 1984.3     | 西序二段77枚目  | 1986.9   | 1986.11  | ?          | 1991.?   | [ 16 ]                                                                                             |
| 床誠   | 国港   | 1985.9     | 西序二段125枚目 | 1987.1   | 1987.3   | 一等床山   | 現役     | 力士としての当初の四股名は下山、1986.5国港に改名。床山としての当初の名前は床勢、2001.1床誠に改名。 |
| 床於   | 小林川 | 1985.3     | 東序二段120枚目 | 1987.3   | 1987.7   | ?          | 1998.?   | 床山としての当初の名前は床政、1994.11床於に改名。                                                  |
| 床秀   | 石田   | 1986.3     | 西序二段131枚目 | 1987.7   | 1987.9   | ?          | 1988.9   | [ 18 ]                                                                                             |
| 床玉   | 玉手山 | 1987.3     | 西序ノ口23枚目  | 1988.1   | 1988.3   | ?          | 1989.9   | [ 19 ]                                                                                             |
| 床勝   | 木田   | 1986.9     | 西序二段117枚目 | 1988.11  | 1988.11  | 一等床山   | 現役     | 床山としての当初の名前は床二、2005.1床勝に改名。                                                   |
| 床橋   | 高橋   | 1990.3     | 東序二段140枚目 | 1991.5   | 1992.7   | 四等床山   | 2002.11  | [ 20 ]                                                                                             |
| 床翔   | 村山   | 2002.3     | 西序二段102枚目 | 2005.1   | 2005.1   | 五等床山   | 2009.5   | [ 21 ]                                                                                             |